# FC Hansa Rostock
El FC Hansa Rostock es un club de fútbol alemán de la ciudad de Rostock, en Mecklemburgo-Pomerania Occidental. Fue fundado en 1965 y jugará, a partir de la temporada 2024-25, en la 3. Liga, tras haber descendido. Es uno de los equipos más exitosos de la antigua República Democrática Alemana.

## Uniforme
- Uniforme titular: Camiseta rayada blanca y azul, pantalón blanco, medias blancas.
- Tercer uniforme: Camiseta, pantalón y medias amarillas.
- Uniforme alternativo: Camiseta, pantalón y medias negras.

## Palmarés

### Torneos nacionales (2)
| Competición nacional   | Títulos  | Subcampeonatos                         |
| ---------------------- | -------- | -------------------------------------- |
| Primera División (1/4) | 1990-91. | 1961-62, 1962-63, 1963-64, 1967-68.    |
| Copa de Alemania (1/5) | 1990-91. | 1954-55, 1957, 1960, 1966-67, 1986-87. |
|                        |          |                                        |
| Segunda División (1/1) | 1994-95. | 2006-07.                               |
| Tercera División (0/2) |          | 2010-11, 2020-21.                      |

### Torneos regionales (7)
| Competición regional               | Títulos                                   | Subcampeonatos |
| ---------------------------------- | ----------------------------------------- | -------------- |
| Mecklenburg-Vorpommern-Pokal (7/1) | 2011, 2015, 2016, 2017, 2018, 2019, 2020. | 2013.          |

## Rivalidades
Sus mayores rivales son Holstein Kiel con quien disputa uno de los Derbis del Norte de Alemania, y FC St. Pauli, muy cercano a Rostock. Esta última rivalidad se acrecentó por las diferencias ideológicas de sus aficionados.
Hansa también mantiene una rivalidad con el Dinamo Dresde.